# وزارة الثقافة والرياضة والشباب (عمان)
وزارة الثقافة والرياضة والشباب هي وزارة في سلطنة عُمان تعمل على توفير كافة الخدمات والتسهيلات والمرافق التي تلبّي احتياجات القطاعات الثقافية والرياضية والشبابية، جنبًا إلى جنب مع تنفيذ البرامج والأنشطة المختلفة بما يتلاءم مع تطلعات الفئات المستهدفة وبما يلبي احتياجاتهم المتعددة والمتنوعة.

## مركز الشباب
مركز الشباب عبارة عن مساحة شبابية إبتكارية متكاملة داعمة للفكر الإبداعي والريادي لدى الشباب، يضم الاحتياجات المتعلقة بتطلعات الشباب،التي تسهم في تطوير وتنمية مواهبهم ومهاراتهم المتعددة، من خلال التعاون والتكامل مع الجهات والمؤسسات الحكومية والخاصة ومؤسسات المجتمع المدني في دعم وتطوير قطاع الشباب في مختلف المجالات، بالأضافة إلى تعزيز وتطوير التعاون والتواصل مع المؤسسات الشبابية المحلية والإقليمية والدولية.

## نادي المرأة للرياضة والإبداع الثقافي
أُشهِرَ نادي المرأة للرياضة والإبداع الثقافي في ١٧ أكتوبر ٢٠٢١م بالتزامن مع يوم المرأة العُمانيّة. ويعمل النادي على تعزيز دور المرأة في مجال الرياضة والثقافة، وتوفير بيئة آمنة وداعمة حيث يمكن للنساء تعزيز مهاراتهن الرياضية والإبداعية وتطوير قدراتهن الثقافية.
ويهدف النادي إلى:
إتاحة الفرصة للمرأة لممارسة الأنشطة الثقافية والرياضية.
تحفيز دور المرأة في المجالات الرياضية والثقافية بما يتلاءم مع الاحتياجات الفعلية للمرأة.
العمل على إقامة المسابقات والبطولات والفعاليات في المجالات الثقافية والرياضية.

## الجمعية العمانية للفنون
بدأت الحركة التشكيلية في سلطنة عمان نشيطة، وذلك على الرغم من وجود العديد من المصاعب والعراقيل التي ما لبثت أن تلاشت مع نمو الوعي الفكري والذوق الفني، بالتوازي مع التقدم العصري والتطور التنموي في كافة ميادين الدولة بما في ذلك إنشاء المراكز الثقافية والأندية والهيئات التي تدعم الشباب مادياً ومعنوياً.
وبرز في الفترة الأولى من عمر الحركة التشكيلية العمانية عددًا من الفنانين الذين أدّوا دورًا رياديًّا في التعريف بالجماليات البصرية وتأسيس اللبنات الأولى للحركة التشكيلية. ومن هذه النواة كان لابد من إيجاد صيغة عملية جديدة، تفجر طاقات وطموحات الشباب، من الفنانين الذين حملوا على عاتقهم تطوير الحركة التشكيلية لكي تأخذ مساحةً من الانتشار التأسيسي السليم وفق معيار الفنية العالية. في بداية العام 1980م، تمّ إنشاء مرسم الشباب ليتولّى مهمة احتضان الفنانين وتأهيل الموهوبين في مجالات الفن المتعددة.
وقد ساعدت عوامل كثيرة على انتشار الحركة التشكيلية العمانية ومواكبتها للتطلعات المستقبلية، لكي تؤدي دورها الثقافي والحضاري. ومن بين هذه العوامل الاستفادة من وجود بعض الفنانين الأجانب والمتذوقين الذين قدموا إلى السلطنة كخبراء في العديد من المجالات، مما أوجد نوعاً من الاحتكاك وتبادل وجهات النظر، وذلك من خلال المشاركة في قراءة المحيط وإضفاء جو تسوده المحبة والاحترام وقراءة تجارب الآخرين. وكان للمدارس التعليمية دوراً مهمًّا في تعريف المواهب الشابة على مادة التربية الفنية ودعوتهم لممارسة الفنون التشكيلية وإقامة المعارض المدرسية لهم، أضف إلى ذلك أن الموضوعات الحياتية اليومية التي كانت في متناول الفنان، قد فتحت مساحةً لجذب الجمهور نحو المعارض والملتقيات التشكيلية ومشاركته في دفع الحركة قدماً نحو الأمام.
ومع زيادة المعارض وإتاحة الفرص للفنانين التشكيليين بالتواجد والتواصل مع الآخرين، أصبح لتعددية الاتجاهات والمدارس والأساليب حضور ودور في تكوين الصورة لملامح البناء الجديدة للحركة التشكيلية العمانية بعدما كانت الواقعية التسجيلية هي السائدة في أعمال أغلب الفنانين العمانيين. ونشهد اليوم الكثير من المعارض والمشاركات فنية والكثير من الجوائز التي يحصدها الفنان التشكيلي بمختلف المجالات الفنية كالرسم والتصوير الزيتي والتصوير الضوئي والخط العربي والتشكيلات الحروفية والنحت وغيرها من المجالات الفنية. بالإضافة إلى ذلك، يُعتَبَر ما تمّ بناؤه منذ المعرض الأول الذي أقيم في العام 1977م إنجازًا كبيرًا سيُحسب لصالح الفنان التشكيلي العُماني مستقبلًا.
وقد تقدم صالة الفنون المعاصرة  ، دعماً مادياً ومعنوياً للحركة التشكيلية مع توفير المستلزمات الضرورية من الخامات والأدوات الفنية وإقامة المعارض والحلقات الفنية للفنانين داخل وخارج السلطنة. وتوجد أيضًا مؤسسات أخرى كالنادي الثقافي ومتحف بيت الزبير وبيت البرندة وصالة بيت مزنه وغيرها من صالات العرض التي تسهم في دفع الحراك الفني التشكيلي، من خلال استضافة المعارض الشخصية والجماعية.
وقد سجلت صالة الفنون المعاصرة حضوراً متميّزاً في مختلف المجالات الفنية. وقد برزت عبر مشاركاتها المتنوعة في البيناليات والمعارض والملتقيات الفنية التشكيلية داخل وخارج السلطنة. تؤكّد كل هذه المشاركات على ما وصل إليه الفنان التشكيلي العماني من نضج في التفكير وعمق في الطرح وإجادة في العمل الفني الذي يقدمه.

## الوصلات الخارجية
- نبذه عن بداية الحركة التشكيلية في سلطنة عمان
- الجمعية العمانية للفنون التشكيلية
- نادي المرأة للرياضة والإبداع الثقافي يُدشّن صالونه الثقافي
- سمو السيد ذي يزن يُعلن عن إنشاء "مركز الشباب"